# Chocobanano
El chocobanano són unes postres originàries de Centreamèrica que consisteixen en un banana congelada incrustada en un pal de fusta i banyada en xocolata, i que de vegades pot estar recoberta de cacauets, Choco Krispis, bocins de caramel, coco ratllat, galeta Oreo, etc. Hi ha diferents variacions, com la chocofresa (maduixes banyades de xocolata), chocopiña (trossos de pinya banyats de xocolata), chocococo (trossos de coco banyats de xocolata).